# I Am Because We Are
I Am Because We Are  är en dokumentärfilm från 2008, skriven, producerad och berättad av Madonna. Filmen regisserades av Nathan Rissman. I filmen medverkar bland andra Desmond Tutu och Bill Clinton.
Dokumentären skildrar bland annat föräldralösa barn i Malawi som förlorat sina syskon och föräldrar i AIDS, tillsammans med några andra av de problem som finns i landet.
Filmen hade premiär på Tribeca Film Festival i New York den 24 april 2008 och visades även på Cannesfestivalen den 21 maj 2008. Filmen kommer även att visas vid Traverse City Film Festival, ett evenemang som startats av dokumentärfilmaren Michael Moore.